# Театрознавство
Театрознавство

## Історія театрознавства в Україні
В Україні театрознавство сформувалося як окрема дисципліна в 20 ст. Йому передувало в 1860 — 1917 pp. пожвавлене зацікавлення театром та обговорення (на стор. «Основи», «КСт.», «ЛНВ», «Зорі», «Діла», «Правди», «України», «Неділі», «Сяйва», «Української Хати» та ін. преси) можливостей його розвитку, в якому брали участь І. Франко, М. Вороний, В. Доманицький, Б. Грінченко, Г. Коваленко, М. Комаров, О. Кониський, А. Кримський, П. Куліш, В. Левицький, В. Науменко, Є. Олесницький, С. Петлюра, С. Русова, Л. Старицька-Черняхівська, І. Стешенко, Г. Хоткевич, Г. Цеглинський, С. Чарнецький та ін.

### Початки українського театрознавства
Засновником українського театрознавства треба вважати І. Франка, який у численних статтях і зокрема в праці «Русько-український театр» (1894) відмежував театрознавство від літературознавства і дав першу спробу історичного нарису українського театру до 1870-х pp. Над історією новішого періоду українського театру працювали пізніше Л. Старицька-Черняхівська («Двадцять п'ять років укр. театру», в журналі «Україна», X — XII, 1907) й І. Стешенко «Історія укр. драми», 1908), багато театрознавчого матеріалу є у праці М. Вороного («Театр і драма», 1913).

### Період з 1917–1950рр.
З 1917 н.-д. робота з театрознавства була зосереджена в Державному музично-драматичному інституті ім. М. Лисенка та в іст.-театральному відділі Всеукр. Театральної Комісії (ВУТЕКОМ), а також в УАН і Театральному музеї при ній. Після розгрому української культури в 1930-х pp. і закінчення другої світової війни центром науково-дослідницької праці з 1946 став відділ Театрознавства (до 1963 музики і театру) Інституту Мистецтвознавства, Фолкльору та Етнографії АН УРСР. Визначніші праці з театрознавства перших десятиліть до 1917: «Укр. вертеп» (1918), «Шляхи розвитку укр. театру» (1920) і ґрунтовне дослідження «Укр. театр» (1925, перевидане 1968 з численними скороченнями) О. Кисіля; «Початки укр. комедії» М. Возняка (1919); «Старинный театр в России» (1923) О. Білецького; «Драма українська» (6 випусків 1926 — 29) В. Резанова; зб. «Рання укр. драма» (за ред. П. Руліна, 1927); «Укр. вертеп. Розвідки і тексти» (1929) Є. Марковського; «Найдавніша згадка про театр на Україні» («Україна», 1924, І — II) В. Перетца. Історії галицького театру присвячені праці Г. Хоткевича «Історія гал. театру. Нар. і середньовічний театр у Галичині» (1924) та С. Чарнецького «Нарис історії укр. театру в Галичині» (1934, перевидана 1959). На еміграції (Прага) з'явилася праця Д. Антоновича «Триста років укр. театру» (1925). Важливіші монографії про окремих акторів і театральні мемуари того часу: «Український актор Карпо Соленик» (1928) О. Кисіля, «Марія Заньковецька» (1929) П. Руліна, «Шевченко і театр» (1941) О. Борщагівського і М. Йосипенка; спогади М. Садовського «Мої театральні згадки» (1933), П. Саксаганського «По шляху життя» (1935) і «Моя праця над роллю» (1937) та зб. про нього — «Статті і спогади про корифея укр. сцени» (1939). У ділянці театральної критики того часу виступали: К. Буревій, В. Хмурий, Й. Шевченко, В. Чаговець, Ю. Смолич, Д. Грудина, Г. Александровський, Ю. Меженко, Ф. Якубовський, Я. Савченко та ін. На Зах. Укр. Землях: С. Чарнецький, М. Рудницький, Г. Лужницький, В. Левицький, І. Німчук, О. Тарнавський та ін.
Більше праць з Т. з'являється з другої пол. 1950-х pp. У заг. працях «Український радянський театр» І. Піскуна (1957) й «Укр. драматичний театр» (І — II, 1959 — 67) замовчано або тенденційно зфальшовано діяльність окремих театрів (зокрема «Березоля»; «Заграви», Львівського Оперного Театру) чи їх керівників (Л. Курбас, Володимир Блавацький) й окремих акторів (Й. Гірняк та ін.). Дещо з укр. матеріалу є в рос. вид.: «История советского драматического театра» (І — VI, 1961 — 71) і в «Театральной энциклопедии» (І — V, 1961 — 67). Більшою чи меншою мірою не вільні від тенденційних перекручень і монографії з різних ділянок Т.: «Минуле укр. театру» (1953) та «Сцена, актори, ролі» (1964) І. Мар'яненка, зб. за ред. М. Йосипенка «Шляхи і проблеми розвитку укр. радянського театру» (1970), «Театральні портрети» (1955) Й. Кисельова, «Життя і сцена» (1956) В. Чаговця, «На шляхах розвитку рев. театру» (1972) П. Руліна. Питанням сценічного мистецтва присвячені праці Ю. Станішевського: «Український радянський балет» (1963), «Український радянський музичний театр» (1970), «Барви укр. оперети» (1970) й «Український радянський балетний театр» (1975); історії самодіяльного театру — кн. О. Казимирова «Театр, народжений життям» (1962) й «Укр. аматорський театр дожовтневого періоду» (1965), І. Волошина «Джерела нар. театру на Україні» (1960), Р. Кирчева і Л. Лучко «Нар. театр на Львівщині» (1960), К. Демченка «Мистецька Буковина» (1968) та ін.

### Період від 1950-х до 1970-х років
З сер. 1950-х pp. з'являються також монографії і спогади про видатних акторів і режисерів: М. Дібровенко «Карпо Соленик» (1951), М. Йосипенко «Марко Лукич Кропивницький» (1958), Іван Пільгук «Життя і творчість М. Л. Кропивницького» (1960), П. Киричок «Марко Кропивницький. Життя і творчість» (1968), Б. Тобілевич «Панас Карпович Саксаганський» (1957), Л. Мельничук-Лучко «Саксаганський-актор» (1958), І. Дузь «Марія Садовська» (1957), Л. Стеценко «І. Карпенко-Карий» (1957), Л. Сокирко «М. П. Старицький» (1960), Ю. Меженко «Любов Павлівна Ліницька» (1957), В. Василько «Ф. В. Левицький» (1958) і «Микола Садовський та його театр» (1962); з низки праць про М. Заньковецьку варті згадки «М. Заньковецька» (1955) С. Дуриліна і «Життя Марії Заньковецької» (1961) Н. Богомолець-Лазурської. Акторам старшого покоління присвячені також праці: О. Клінчин «. І. Млотковська» (1958), «Слово про Ганну Затиркевич-Карпинську» П. Перепелиця та В. Яременко (1966), С. Тобілевич «Мої стежки і зустрічі» (1961); діячам театру наст. покоління — «Олександр Загаров і укр. театр» (1969) В. Нікеева, «Софія Федорцева» (1971) П. Омеляновської-Чорної, «Юрій Шумський» (1971) Б. Степанова, «Амвросій Бучма» (1978) Ю. Косача та ін. Багато в чому невірна, але цінна зб. про Л. Курбаса (1969).
З чималої мемуарної літератури цінні характеристикою театрального побуту спогади П. Коваленка «Незабутнє» (1962) і «Шляхи на сцену» (1964), Л. Білоцерківського «Записки суфлера» (1962), М. Рудницького «В наймах у Мельпомени» (1963), «Життя і сцена» (1965) Г. Юри, «Із сімейної хроніки Марка Кропивницького» (1968) В. Кропивницького, низка праць Ю. Мартича та ін. З ділянки театральної публіцистики варті згадки кн. І. Франка, Я. Мамонтова, І. Кочерги, І. Микитенка, Ю. Смолича та ін.
За новішого часу про укр. драматургію писали: З. Мороз («Укр. драматургія та укр. театр другої пол. XIX ст.», 1950), Б. Шнайдер («Укр. драматургія 18 — 19 ст.», 1959), О. Ставицький («Короткий нарис укр. драматургії поч. 20 ст.», 1964), В. Шубровський («Драматургія Т. Шевченка», 1957),. І. Кирчів («Комедії Івана Франка», 1961), М. Нечиталюк («З нар. ручаїв», 1970). Драматургії радянського часу присвячені праці Наталії Кузякіної «Нариси української радянської драматургії», ч. 1 (1958) і ч. 2 (1963), «Драматург Микола Куліш» (1962) і «Драматург Іван Кочерга» (1968), Й. Кисельова у «Драматургія України» (1967), Д. Вакуленка «Сучасна укр. драматургія 1945 — 1972» (1976) та ін.
Сценографію вивчають гол. І. Вериківська, А. Драк, П. Цибенко. Важливим матеріалом для дослідників є каталоги з виставок: «Художники театрів Харкова ...» (1945 і 1952), Одеси (1951), респ. (з 1954, досі 5) та індивідуальних: Ф. Нірода (1957 і 1967), Г. Цапка (1961), М. Симашкевич, О. Сальмана, Н. Соболя, Ю. Стефанчука (всі 1965), А. Петрицького (1967) та ін. Також з'явилося кілька монографій: «Анатоль Петрицький. Театральні строї» В. Хмурого (1929), «Анатолій Петрицький» П. Цибенка (1951) й І. Врони (1968), «Олександр Веніяминович Хвостенко-Хвостов» А. Драка (1962), «Моріц Уманський» В. Неллі (1967), «Федір Нірод» В. Панфілова (1969), «Мирослав Радиш» збірне вид. у Нью-Йорку (1966).
У 1964 — 70 pp. виходили присвячені Т. щорічники «Театральна культура», відтоді єдиною трибуною Т. залишився ж. «Український Театр», в якому (а також в ін. періодичній пресі) з критичними ст. і театральними рецензіями виступають: Л. Архімович, Л. Барабан, Ю. Бобошко, В. Владко, Я. Ган, Д. Григораш, М. Йосипенко, І. Кисельов, Наталія Кузякіна, П. Перепелиця, І. Піскун, Ю. Станішевський, Д. Шлапак і багато ін.; на еміграції — В. Гаєвський, І. Кедрин, І. Костецький, Г. Лужницький, І. Німчук, О. Тарнавський, Ю. Шерех та ін.

### Українське театрознавство на еміґрації
З театрознавчих появ на еміграції останніх pp. варті згадки розвідка Й. Гірняка «Birth and death of the modern Ukrainian Theater» (1954), «Театр-студія Йосипа Гірняка - — Олімпії Добровольської» (1975) Б. Бойчука і матеріали до історії укр. театру у зб. Об'єднання мистців укр. сцени «Наш театр» (1975).